# Polyplosphaeria
Polyplosphaeria är ett släkte av svampar. Polyplosphaeria ingår i familjen Tetraplosphaeriaceae, ordningen Pleosporales, klassen Dothideomycetes, divisionen sporsäcksvampar och riket svampar.
|                 | Tetraplosphaeria                        |
|                 |                                         |
|                 | Triplosphaeria                          |
|                 |                                         |
| Polyplosphaeria | \| \| Polyplosphaeria fusca \| \| \| \| |
|                 | \| \| Polyplosphaeria fusca \| \| \| \| |
|                 | Pseudotetraploa                         |
|                 |                                         |
|                 | Quadricrura                             |
|                 |                                         |
|                 | Polyplosphaeria fusca                   |
|                 |                                         |

|  | Polyplosphaeria fusca |
|  |                       |